# Purepecha

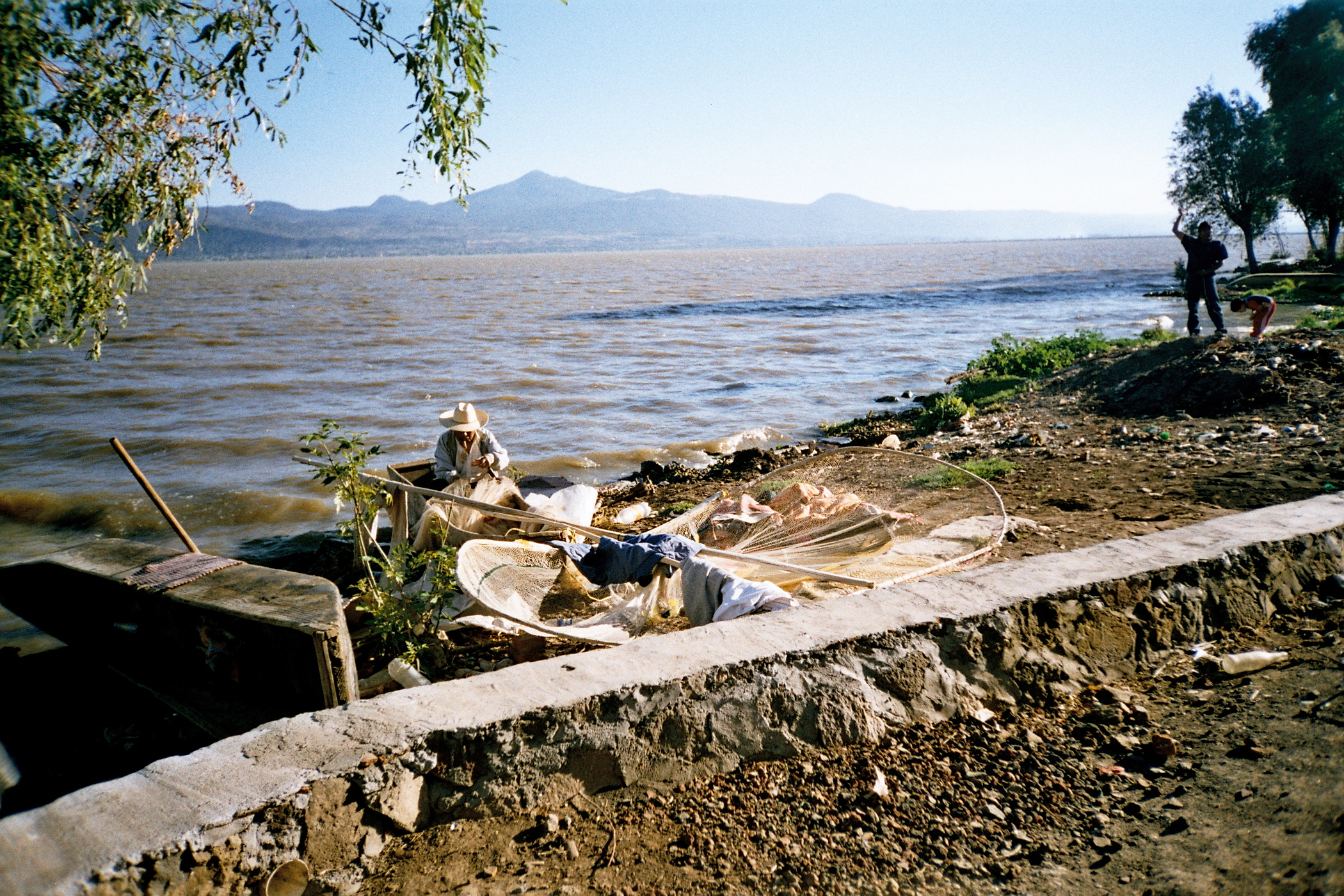
Rybak P'urhépecha nad jeziorem Patzcuaro

Flaga P'urhépecha

Purepecha, w starszej literaturze określani jako Taraskowie – grupa etniczna zamieszkująca w meksykańskim stanie Michoacán, zwłaszcza w okolicy miast Uruapan i Pátzcuaro, na południe od Meksyku. Posługuje się własnym odrębnym językiem, niespokrewnionym z innymi językami indiańskimi.

## Nazwa
P'urhépecha jest nazwą własną ludu, określającą zarówno plemię, jak i jego język. Aztekowie nazywali ich Michhuaque – „posiadaczami ryb”, a ich kraj Michhuacan – „miejsce tych, którzy mają ryby”, co przetrwało we współczesnej nazwie stanu Michoacán. Hiszpanie nazwali tutejszy lud Taraskami, biorąc słowo tarhascua oznaczające „zięć” i „teść” za nazwę plemienia.

## Historia

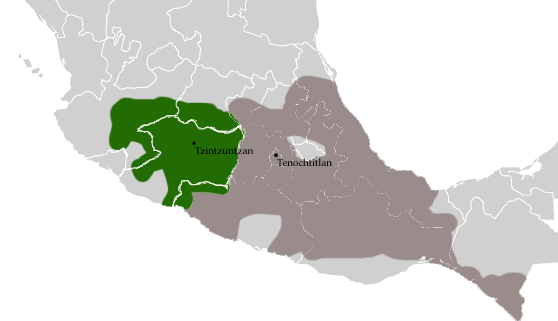
Państwa Tarasków i Azteków w XV w.

P'urhépecha stworzyli w okresie prekolumbijskim własne państwo, stanowiące jedną z ważniejszych cywilizacji Mezoameryki. Jego stolicą był Tzintzuntzan. Państwo to nie zostało nigdy podbite przez Azteków pomimo kilku groźnych najazdów z ich strony.
Państwo Tarasków było wieloetniczne. Poza ludnością posługującą się językiem purepecha, mieszkali tu przedstawiciele ludów Otomi, Matlatzinków, Mazahua oraz mówiące językiem nahua. Przypuszczalnie było ono bardziej scentralizowane niż inne państwa i imperia Mezoameryki.
Taraskowie stanowili potężną siłę militarną, posiadającą własne państwo. Był to jeden z niewielu ludów Meksyku mający przewagę liczebną nad Aztekami. Twórcą potęgi państwa Tarasków był władca Tariacuri, panujący w XIV wieku. Kampania azteckiego władcy (tlatoani) Axayacatla zakończyła się klęską, a wojska azteckie zmuszone do odwrotu przez silniejszego, walczącego na własnym terenie przeciwnika, wróciły w niesławie do Tenochtitlánu. Jeden z władców o imieniu Zuuangua pokonał armię aztecką, dowodzoną przez Montezumę II. Dzięki temu udało mu się zachować niezależność i wzmocnić swoją władzę.
W okresie konkwisty zostało spustoszone, do czego przyczynił się przede wszystkim Nuño Beltrán de Guzmán. Jednym z najważniejszych źródeł informacji o dawnych Taraskach jest Relación de Michoacán

## Kultura

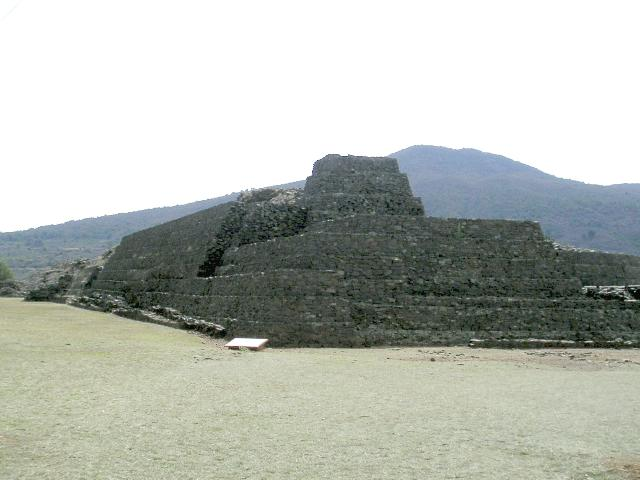
Piramida Tarasków w Tzintzuntzan

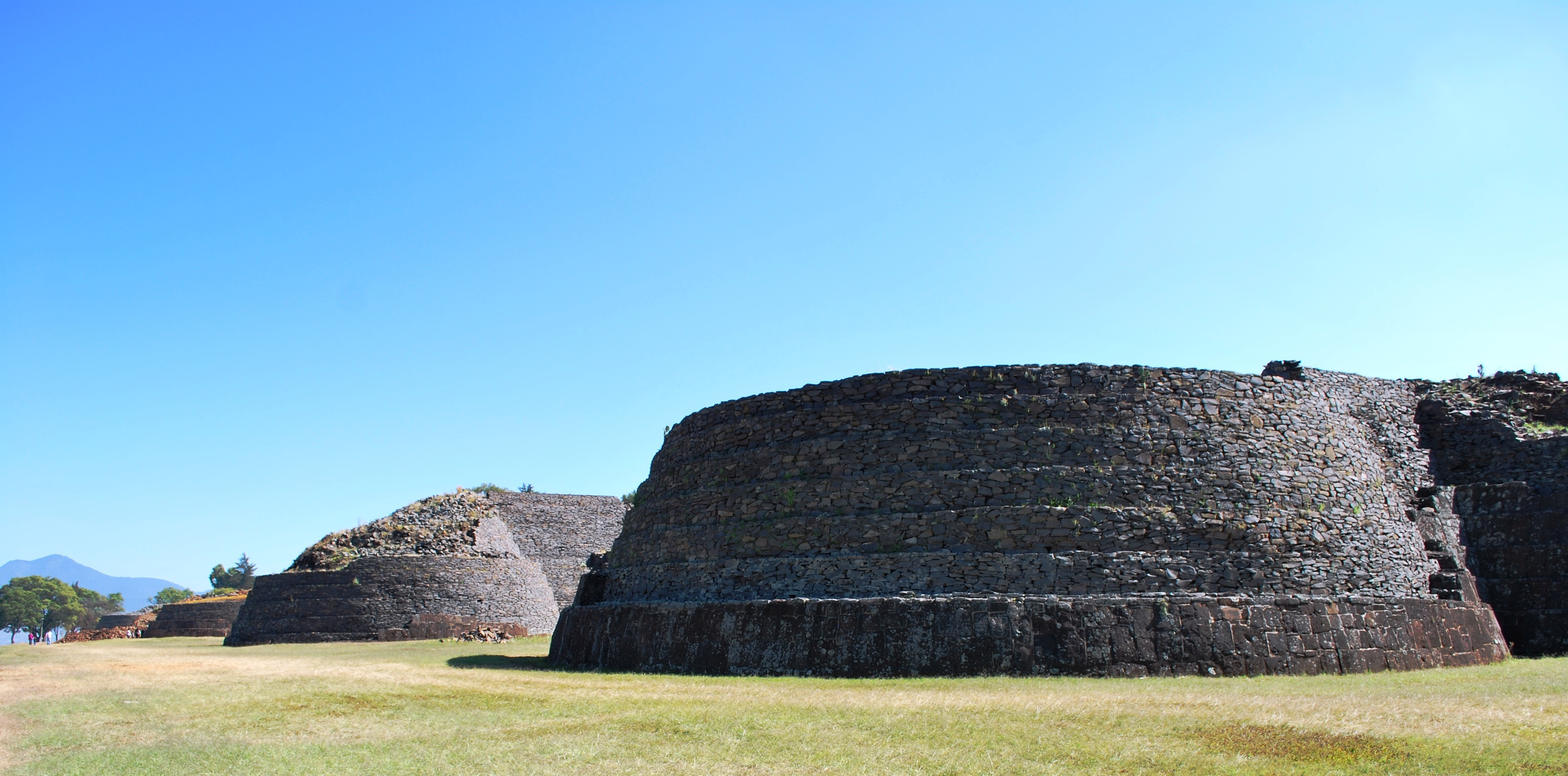
Okrągłe piramidy Tarasków w Tzintzuntzan

W swojej stolicy Tzintzuntzan na ogromnej platformie zbudowali pięć tzw. yácatas, schodkowych piramid na planie koła. Prawdopodobnie yácatas pełniły funkcję grobowców władców Tarasków.
Taraskowie i prawdopodobnie inne ludy tego regionu znali metalurgię miedzi i brązu, z których wykonywali broń, ozdoby i przedmioty codziennego użytku. Znajomość tego rzemiosła przywędrowała prawdopodobnie z Ameryki Południowej morskim szlakiem wzdłuż zachodniego wybrzeża kontynentu. Najstarsze wyroby z miedzi pochodzą z lat 800–900, a z brązu z lat 1200–1300. Tak więc, w przeciwieństwie do Azteków i innych ludów prekolumbijskiej Mezoameryki, Taraskowie byli przedstawicielami epoki brązu.

## P'urhépecha współcześnie
P'urhépecha, w liczbie około 100 tysięcy, zachowują swój język i elementy prekolumbijskich tradycji, wymieszane z katolicyzmem. Jedną z nich są obchody nowego roku, nazywane Jimbani Uexurhina.